# Stary Smokowiec

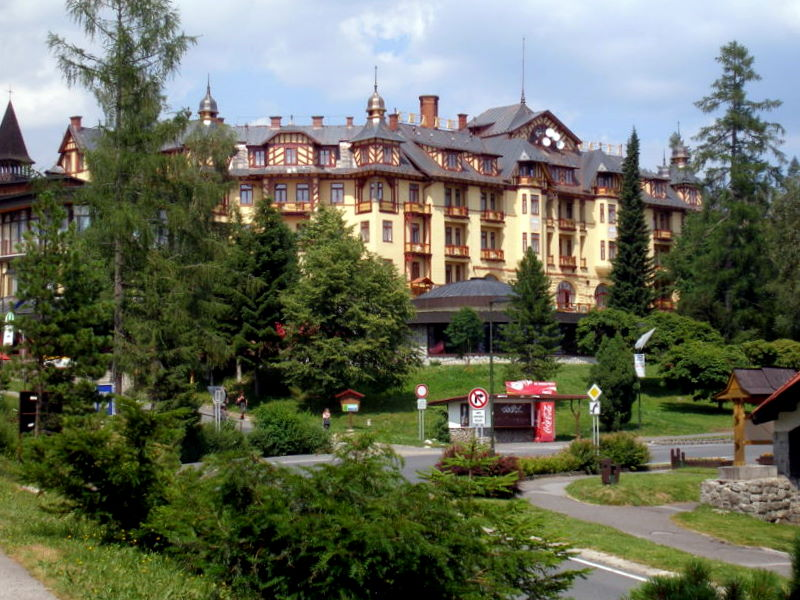
Grand Hotel

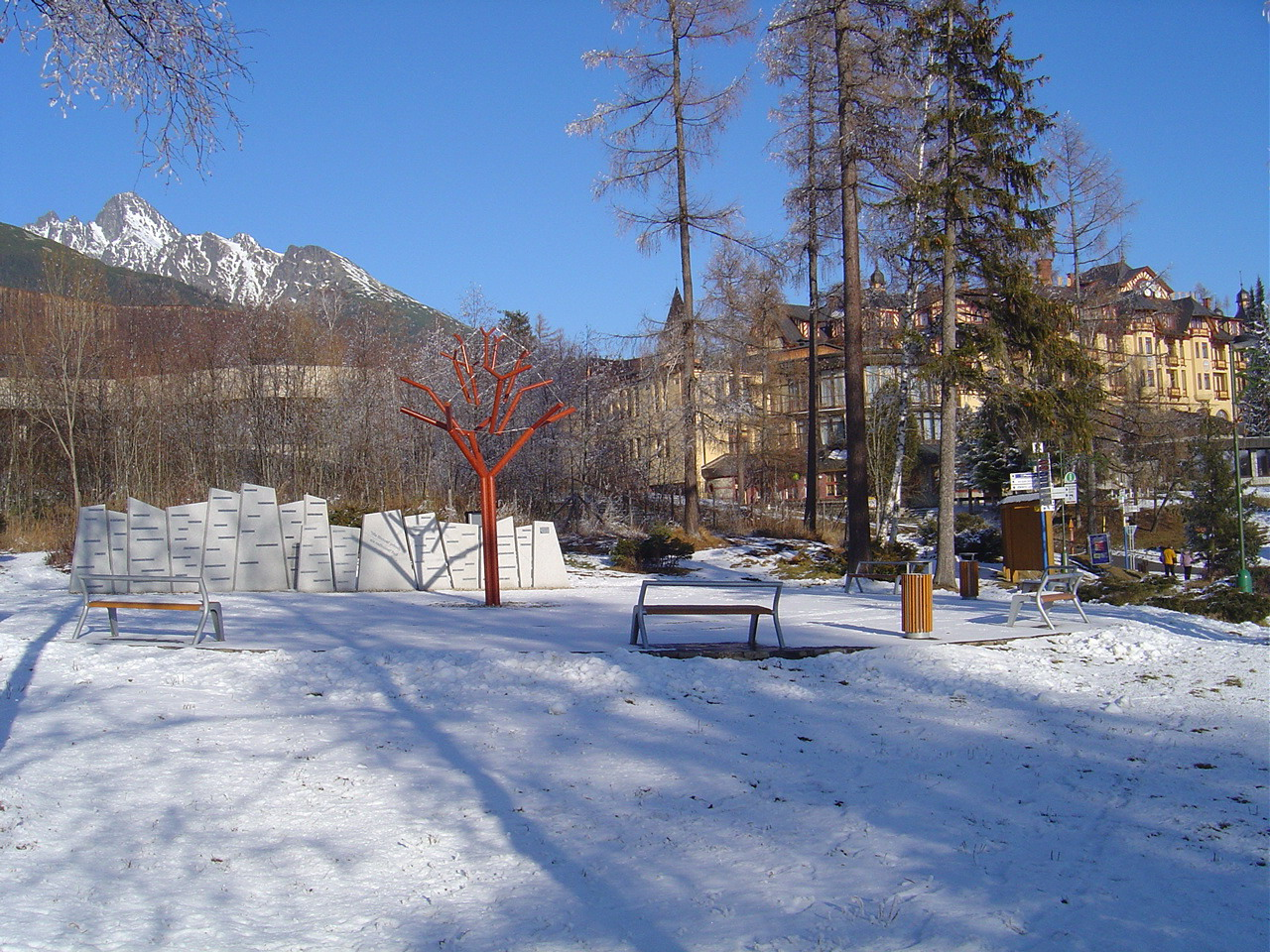
Pomnik upamiętniający wichurę z listopada 2004. W tle Łomnica

Stary Smokowiec (słow. Starý Smokovec, niem. Altschmecks, węg. Ótátrafüred, 990 m n.p.m.) – miejscowość u podnóża Tatr Wysokich na Słowacji, część struktury administracyjnej miasta Wysokie Tatry. Położona jest przy Drodze Wolności, około 6 km na zachód od Tatrzańskiej Łomnicy.

## Opis
Stary Smokowiec założony został w roku 1793. Obecnie jest popularnym ośrodkiem turystycznym, głównie dla narciarzy oraz amatorów pieszych wycieczek. Jest również ważnym węzłem zelektryfikowanej linii kolei wąskotorowej, łączącej Poprad, Tatrzańską Łomnicę oraz Szczyrbskie Jezioro. Powstanie tej linii poprzedzone było uruchomieniem w 1904 jednej z pierwszych na świecie linii trolejbusowej do Popradu.
W Starym Smokowcu znajduje się także dolna stacja kolejki na Smokowieckie Siodełko.
Stary Smokowiec ma najmniej mieszkańców spośród Smokowców (89 osób w 2006 roku). Pozostałe to Górny Smokowiec (położony na wschód od Starego, przy Drodze Wolności), Nowy Smokowiec (na zachód, przy Drodze Wolności) i Dolny Smokowiec (na południowy wschód, przy drodze do Nowej Leśnej).
Jednym z najbardziej znanych budynków w Starym Smokowcu jest wybudowany w roku 1904 Grand Hotel.
W Starym Smokowcu mieści się siedziba Górskiego Pogotowia Ratunkowego (HZS), słowackiej służby ratowniczej.
Otaczające niegdyś miejscowość lasy zostały niemal doszczętnie zniszczone w czasie huraganu w dniu 19 listopada 2004. Wiatr powalił wówczas drzewa na powierzchni co najmniej 14 tys. ha. Zniszczeniu uległo wtedy około 60% populacji świerka w słowackich Wysokich Tatrach. Na stokach południowych Tatr zalegało około 3 mln m³ drewna. Usuwanie zwalonego lasu odbywało się przez okres około 2 lat, przy czym ocenia się, że jego odrodzenie potrwa – w przypadku sztucznego nasadzenia – około 60-100 lat. Zdarzenie to określane bywa przez Słowaków mianem Wielkiej Katastrofy (słow. Veľká kalamita). W Starym Smokowcu został wybudowany pomnik upamiętniający to zdarzenie. Pośrednią konsekwencją Wielkiej Katastrofy było odsłonięcie widoku na góry oraz pozwolenie na poszerzenie starych, istniejących już wcześniej tras narciarskich.
W dniach 25-26 kwietnia 2013 pożar strawił 22 ha młodego, ośmioletniego lasu, posadzonego po klęsce żywiołowej z 2004.

## Sport
W 1929 w Starym Smokowcu rozegrano pierwszą edycję hokejowego turnieju o Puchar Tatrzański.

## Szlaki turystyczne
– zielony szlak wzdłuż kolejki na Smokowieckie Siodełko do stacji górnej i dalej do Rainerowej Chatki. Czas przejścia na Siodełko: 1 h, ↓ 30 min
  – niebieski szlak krzyżujący się powyżej Pięciu Źródeł z Magistralą Tatrzańską i prowadzący dalej Sławkowskim Grzebieniem przez Królewski Nos na Sławkowski Szczyt.
- Czas przejścia ze Starego Smokowca do Magistrali Tatrzańskiej: 1 h, ↓ 40 min
- Czas przejścia od Magistrali na Sławkowski Szczyt: 4 h, ↓ 3 h

  – żółty szlak do Doliny Wielickiej.
- Czas przejścia ze Starego Smokowca do niebieskiego szlaku z Tatrzańskich Zrębów: 1:35 h, ↓ 55 min
- Czas przejścia od szlaku niebieskiego do Doliny Wielickiej: 45 min, ↓ 30 min